# Førdefjorden
Førdefjorden er en fjord i Vestland fylke i Norge. Kommunerne i Sunnfjord ligger omkring denne fjord. Fjorden begynder i havet syd for Florø og fortsætter østover til den ender ved Førde.
[Deler af] fjorden er (pr. 2017) reguleret til at blive et deponi for gruveavfald.

## Byer langs Førdefjorden
- Stavanger
- Vevring
- Kvammen
- Naustdal
- Erdal
- Førde